# Половинное (озеро, Челябинская область)
Полови́нное — озеро в Челябинской области, южнее Копейска.

## География
Западнее Половинного расположены озёра Синеглазово, Курочкино и Рыбное. На северо-западном берегу находится посёлок Заозёрный, севернее проходит дорога обход города Челябинска.
Административно входит в городской округ Копейск.

## Название
Название отражает факт обмеления озера во время которого оно уменьшилось наполовину.

## Растительный и животный мир
В озере водятся карп, карась, сиг и пелядь.